# トリオ・ソナタ集 作品1 (ヴィヴァルディ)

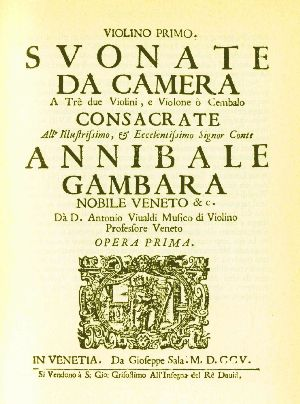
1705年の版

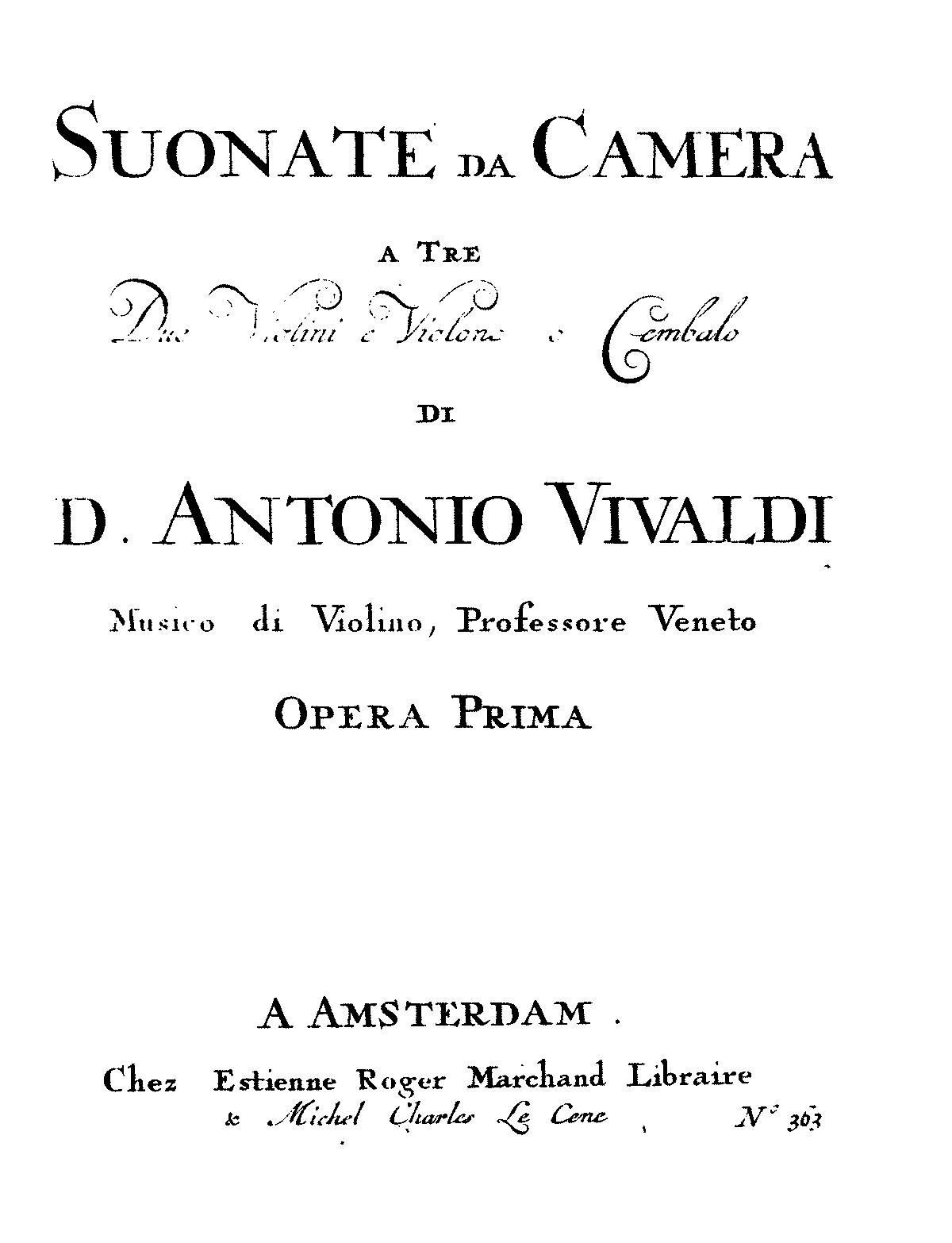
アムステルダムでの再版の表紙

トリオ・ソナタ集 作品1（Suonate da camera a trè, due violini e violone ò cembalo, Opera Prima）は、アントニオ・ヴィヴァルディ作曲による最初の出版作品。1703年頃までにヴェネツィアの出版社ジュゼッペ・サーラ（Giuseppe Sala）から出版され、ブレシア出身の貴族アンニーバレ・ガンバラ伯爵（Annibale Gambara）へ献呈された。曲集はその後1705年にサーラ社から、1712年から1713年にアムステルダムのエティエンヌ・ロジェ社から、1715年にパリのル・クレール社から再版された。

## 来歴
作品1『トリオ・ソナタ集』はヴィヴァルディの最初の出版作品集で、父ジョヴァンニ・バッティスタ・ヴィヴァルディと同じブレシア出身の小貴族アンニーバレ・ガンバラ伯爵に献呈されている。現存する楽譜は1705年出版のもののみで、表紙に記されたヴィヴァルディの称号が「ヴァイオリンの音楽家にしてヴェネト（ヴェネツィア共和国の陸上の領地のこと、この場合はブレシアを指す）の師範」 (Musico di Violino, Professore Veneto) となっており、これはピエタ院の音楽教師 (Maestro di violino) としての肩書と同一のものと見なされ、従来はこの版が初版と考えられてきた。しかしその後マイケル・トールボットが、ヴィヴァルディがピエタに所属していることが記されていないことと、初版で記載されているはずのガンバラ伯爵の紋章が存在しないことを指摘し、この曲集の出版はヴィヴァルディがピエタの音楽教師となる1703年か、それ以前のものと考えられるようになった。

## トリオ・ソナタ
トリオ・ソナタは、その形式をアルカンジェロ・コレッリによって確立されて以後権威化され、この形式を作曲することが作曲家の能力を示すものとなっていた。したがってコレッリ以後は、ジュゼッペ・トレッリ、ジョルジョ・ジェンティーリ、アントニオ・カルダーラ、トマゾ・アルビノーニといった作曲家が初作品集にこの「トリオ・ソナタ」を出版（トレッリ以外はすべてサーラ社から）しており、新人作曲家にとっての登竜門としての役割も担っていた。ヴィヴァルディが作品1にトリオ・ソナタを作曲した理由にもこれが背景として存在し、また曲集が再版されたことはヴィヴァルディがヴェネツィアの1人前の作曲家として認められたとを意味している。トリオ・ソナタの通奏低音の伴奏パートは、従来の解釈ではヴィオローネ（ないしチェロ）とチェンバロの両方を用いると解釈され、それを裏付けるようにアムステルダムでの作品1の再販では、重複するバス・パートのパート譜が存在している。しかしその後の研究で、伴奏楽器を2つ用いるのはアルプス以北での演奏習慣であり、現在ではイタリアにおいては弦楽器かチェンバロのどちらか一方のみが選択されるべきであったと解釈されている。

## 作品内容
表題は「2つのヴァイオリンとヴィオローネまたはチェンバロのための3声の室内ソナタ」 (Suonate da camera a tre, due Violini e Violone o Cimbalo) と記されており、舞曲楽章で構成された3ないし4楽章のソナタとなっている。この曲集はヴィヴァルディの出版作の中で唯一未成熟な部分が見られるのが特徴で、コレッリの手法に忠実になろうとする余り自身の発想との折り合いがつけられず、楽曲の構成にバランスを欠く部分が見受けられる。前半6曲には特にその傾向がみられるが、逆に後半の6曲はヴィヴァルディの個性が十分に発揮されたものが多く、ヴィヴァルディの作曲技術の向上を見て取ることができる。

## ラ・フォリア
曲集の12曲目はスペインの舞曲〈フォリア〉を表題に持つ1楽章の舞曲で、前奏に続いて20曲の変奏から成り立っている。この曲は1700年に出版されたコレッリの作品5『ヴァイオリン・ソナタ集』の12曲目、〈ラ・フォリア〉と同じ表題であり、明確にコレッリの曲を意識して作曲されている。ヴィヴァルディは、ソロ・ヴァイオリンのためのコレッリの〈ラ・フォリア〉を、2つのヴァイオリンのためのソナタとして作曲しており、コレッリのヴァイオリン曲の作曲技法を完全に自分のものとしていることがわかる。

## 曲目
| ソナタ第1番 ト短調 RV 73 1. Preludio 2. Allemanda 3. Adagio 4. Capriccio 5. Gavotta ソナタ第2番 ホ短調 RV 67 1. Grave 2. Corrente 3. Giga 4. Gavotta ソナタ第3番 ハ長調 RV 61 1. Adagio 2. Allemanda 3. Sarabanda ソナタ第4番 ホ長調 RV 66 1. Largo 2. Allemanda 3. Sarabanda 4. Giga ソナタ第5番 ニ長調 RV 69 1. Preludio 2. Allemanda 3. Corrente 4. Gavotta ソナタ第6番 ニ長調 RV 62 1. Preludio 2. Corrente 3. Adagio 4. Allemanda ソナタ第7番 変ホ長調 RV 65 1. Preludio 2. Allemanda 3. Sarabanda 4. Giga ソナタ第8番 ニ短調 RV 64 1. Preludio 2. Corrente 3. Grave 4. Giga | ソナタ第9番 イ長調 RV 75 1. Preludio 2. Adagio 3. Preludio ソナタ第10番 変ロ長調 RV 78 1. Allemanda 2. Gavotta 3. Allemanda 4. Corrente ソナタ第11番 ロ短調 RV 79 1. Preludio 2. Corrente 3. Giga 4. Gavotta ソナタ第12番 ニ短調 『ラ・フォリア』 (La Folia) RV 63 Introduzione 1. Adagio 2. Andante 3. Allegro 4. (IV) 5. (V) 6. (VI) 7. (VII) 8. (VIII) 9. Adagio 10. Vivace 11. Allegro 12. Larghetto 13. Allegro 14. (XIV) 15. Adagio 16. Allegro 17. (XVII) 18. (XVIII) 19. (XIX) 20. (XX) |